# La Prénessaye
La Prénessaye é uma comuna francesa na região administrativa da Bretanha, no departamento Côtes-d'Armor. Estende-se por uma área de 17,08 km². Em 2010 a comuna tinha 904 habitantes (densidade: 52,9 hab./km²).